# Poligono Industrial
Poligono Industrial – dwunasty album zespołu Kult, wydany 5 grudnia 2005 roku, nakładem S.P. Records. Płyta osiągnęła status złotej. Promowały ją piosenki „Kocham cię a miłością swoją” i „Pan Pancerny”, do których powstały teledyski.

## Lista utworów

### CD
1. „Kasta pianistów”[8] (K. Staszewski / K Staszewski, J. Grudziński, P. Wieteska, W. Morawiec)
2. „Pot i kreff” (K. Staszewski / Kult)
3. „Park 23” (K. Staszewski / Kult)
4. „Kocham cię a miłością swoją” (K. Staszewski / J. Grudziński, Kult)
5. „Kazelot” (K. Staszewski / Kult)
6. „Prezydent” (K. Staszewski / J. Grudziński, Kult)
7. „Tłuszcza” (K. Staszewski / Kult)
8. „A kiedy nic was nie ochroni” (K. Staszewski / Kult)
9. „Bracia” (K. Staszewski, M. Góralski / Kult)
10. „Lepszych dni nie będzie już” (K. Staszewski / Kult)
11. „Cham” (K. Staszewski / Kult)
12. „Nie żyję ponad stan” (K. Staszewski / Kult)
13. „Pan Pancerny” (K. Staszewski / Kult)
14. „Poligono industrial” (K. Staszewski / Kult)

### DVD
1. „Krutkie kazanie na temat jazdy na maxa”
2. „Jeśli zechcesz odejść, odejdź”
3. „Lewy czerwcowy”
4. „Komu bije dzwon”
5. „Gdy nie ma dzieci”
6. „Dziewczyna bez zęba na przedzie”
7. „Brooklyńska Rada Żydów”
8. „Łączmy się w pary, kochajmy się (wersja zasadnicza)”
9. „Łączmy się w pary, kochajmy się (wersja homeopatyczna)”
10. „Kocham cię a miłością swoją”

## Wykonawcy
- Kazik Staszewski – saksofon, śpiew
- Janusz Grudziński – instrumenty klawiszowe
- Ireneusz Wereński – gitara basowa
- Krzysztof Banasik – gitara elektryczna, gitara akustyczna, instrumenty klawiszowe, harmonia, waltornia, skrzydłówka, śpiew
- Piotr Morawiec – gitara
- Janusz Zdunek – trąbka
- Tomasz Glazik – saksofon
- Tomasz Goehs – perkusja

oraz gościnnie
- Andrzej Olejniczak – skrzypce

## Sprzedaż
| Oficjalna Lista Sprzedaży OLiS |    |    |    |    |    |    |    |    |    |    |    |    |    |    |    |    |    |    |    |    |    |    |    |    |    |    |    |    |
| Tydzień                        | 01 | 02 | 03 | 04 | 05 | 06 | 07 | 08 | 09 | 10 | 11 | 12 | 13 | 14 | 15 | 16 | 17 | 18 | 19 | 20 | 21 | 22 | 23 | 24 | 25 | 26 | 27 | 28 |
| Pozycja                        | 1  | 1  | 1  | 1  | 1  | 1  | 1  | 3  | 3  | 5  | 7  | 9  | 9  | 13 | 11 | 16 | 20 | 20 | 22 | 20 | 26 | 32 | 27 | 32 | -  | 49 | -  | -  |